# Linia kolejowa Madryt – Barcelona – Francja
Szybka kolej Madryt – Barcelona – Francja – linia kolei dużej prędkości znajdująca się w Hiszpanii. Infrastruktura jest przystosowana do prędkości 350 km/h, obecnie prędkość handlowa osiągana przez pociągi wynosi 310 km/h. Łączy dwa największe miasta Hiszpanii – Madryt i Barcelonę z Francją.
Linia była oddawana do użytku w kilku etapach, odcinek Madryt-Lleida został otwarty w październiku 2003 roku, w grudniu 2006 odcinek do Tarragony, w lutym 2008 roku został otwarty odcinek do Barcelony. W styczniu 2013 roku oddano do użytku ostatni odcinek - do granicy francuskiej - linia została ukończona.
Pociągi rozpoczynają kurs na dworcu Madryt Atocha, następnie zatrzymują się w Zaragoza-Delicias, Lleida-Pirineus, Camp de Tarragona, Barcelona Sants, Girona, Figueres-Vilafant, następnie linia biegnie długim na 8 km tunelem Perthus pod Pirenejami. Po drugiej stronie granicy jest połączenie z francuskimi liniami LGV, po których kursują pociągi TGV do głównych miast Francji.
Przykładowe czasy przejazdu:
- Barcelona - Girona: 37 minut
- Barcelona - Figueres: 53 minuty
- Madryt - Girona: 3 godziny i 32 minuty